# Ной-Анспах
Ной-Анспах (нем. Neu-Anspach) — город в Германии, в земле Гессен. Подчиняется административному округу Дармштадт. В настоящее время является самым молодым городом Гессена, получив свой статус 1 января 2008 года. Входит в состав района Верхний Таунус.  Население составляет 14 798 человек (на 31 декабря 2010 года). Занимает площадь 36,14 км². Официальный код — 06 4 34 007.
Город подразделяется на 4 городских района.

## Предприятия и организации
- В городе находится головной офис неправительственной гуманитарной организации PartnerAid.

## История
Исторически данная территория известна тем, что проход через неё французской армии под командованием маршала Бернадотта (будущего шведского короля) в октябре 1805 года послужил поводом для вступления в четвёртую антинаполеоновскую коалицию Пруссии, в состав которой и входил Анспах.